# Marie Bjerg
Marie Bjerg (* 16. Juli 1988; ⚭ Marie Bjerg-Holland) ist eine ehemalige dänische Fußballspielerin.

## Karriere

### Vereine
Bjerg spielte das erste Mal im Seniorinnenbereich für den im Stadtteil Risskov in Aarhus in der gleichnamigen Kommune in der Region Midtjylland ansässigen IK Skovbakken. Von 2006 bis 2013 kam sie in der Elite Division, der seinerzeit höchsten Spielklasse im dänischen Frauenfußball, zu Punktspielen. Mit der Mannschaft (die seit Juni 2016 Vejlby Skovbakken Aarhus (VSK Aarhus) heißt) gewann sie am 21. Mai 2009 den nationalen Vereinspokal, der mit 3:2 im Elfmeterschießen gegen Fortuna Hjørring errungen wurde. Danach gehörte sie dem in Aalborg in der gleichnamigen Kommune in der Region Nordjylland ansässigen B52/Aalborg Football Club von 2013 bis 2016 an, ehe sie ihre Spielerkarriere beim Drittligisten Aarhus Fremad in der Saison 2016/17 ausklingen ließ.

### Nationalmannschaft
Als Nationalspielerin für die DBU debütierte sie in der U19-Nationalmannschaft, in der sie am 27. April 2006 im zweiten Spiel der Gruppe D der zweiten Qualifikationsrunde beim 2:1-Sieg über die U19-Nationalmannschaft Islands in Bukarest in der 75. Minute für Mathilde Madsen ins Spiel kam. In der altersbezogenen Europameisterschaft, gut zwei Monate später in der Schweiz, kam sie in den ersten beiden Spielen der Gruppe A zum Einsatz. Nach zwei in Freundschaft ausgetragenen Länderspielen gegen die U19-Nationalmannschaft Schottlands am 19. und 21. September 2006, beim 3:0- und 5:0-Sieg in Stirling und Perth, wurde sie in jeweils drei Spielen der ersten und zweiten Qualifikationsrunde für die auf Island anstehende Europameisterschaft 2007 berücksichtigt, wie auch anschließend in den drei Spielen der Gruppe A des Turniers. Zwischen der ersten und zweiten Qualifikationsgruppe war sie mit ihrer Mannschaft in einem internationalen Turnier in La Manga del Mar Menor vertreten und wurde in den Begegnungen mit den U19-Nationalmannschaften Deutschlands (0:0), Schwedens (1:3) und Islands (1:1) eingesetzt. Ihr einziges Länderspiel erzielte sie am 3. Oktober 2006 in Baku beim 4:0-Sieg über die U19-Nationalmannschaft Nordirlands mit dem Treffer zum 2:0 in der 32. Minute im ersten Spiel der ersten Qualifikationsrunde.
Für die A-Nationalmannschaft bestritt sie in fünf Jahren (außer 2010 und 2011) 13 Länderspiele. Sie debütierte am 28. November 2007 in Stockholm bei der 1:3-Niederlage gegen die Nationalmannschaft Schwedens im Qualifikationsspiel für das olympische Fußballturnier 2008, sie wurde für Bettina Falk zur zweiten Spielzeit eingewechselt.
Im Spieljahr 2008 wurde sie in fünf Länderspielen eingesetzt, davon in den letzten beiden Spielen der Gruppe A bei der Teilnahme mit ihrer Mannschaft am Turnier um den Algarve-Cup sowie im Finale am 12. März in Vila Real de Santo António bei der 1:2-Niederlage gegen die US-amerikanische Nationalmannschaft mit Einwechslung für Mia Olsen in der 75. Minute. Des Weiteren kam sie im dritten und sechsten Spiel der EM-Qualifikationsgruppe 5 (4:1 und 6:1 vs. Slowakei am 23. April in Senec und am 28. Mai in Viborg) zum Einsatz. Als Gruppensieger hervorgegangen und für die Europameisterschaft 2009 in Finnland qualifiziert, kam sie im Turnierverlauf jedoch nicht zum Einsatz. Zwischen den Turnieren um den Algarve-Cup 2009 (2. und 3. Spiel Gruppe A) und 2012 (1. und 2. Spiel Gruppe B und im Spiel um Platz 5 am 7. März in Ferreiras (3:1 vs. Island) – zugleich ihr letztes A-Länderspiel), kam sie am 19. und 22. Juli 2009 in zwei Freundschaftsspielen (2:1 vs. Island in Staines-upon-Thames, 0:1 vs. England in Swindon) zum Einsatz.

## Erfolge
Nationalmannschaft
- Algarve-Cup-Finalist 2008

IK Skovbakken
- Dänischer Pokal-Sieger 2009